# Asahi (Chiba)

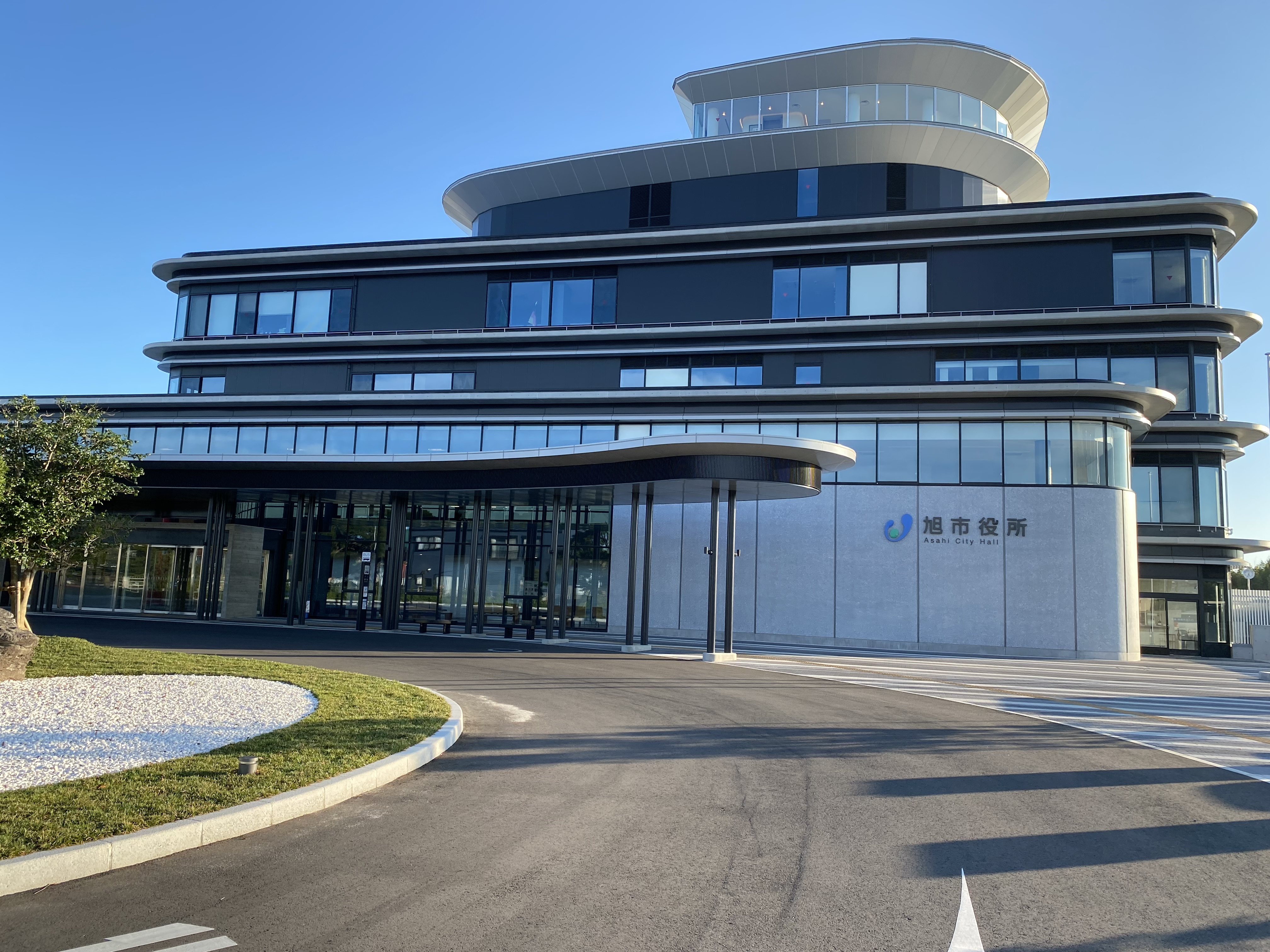
Municipalidad de Asahi

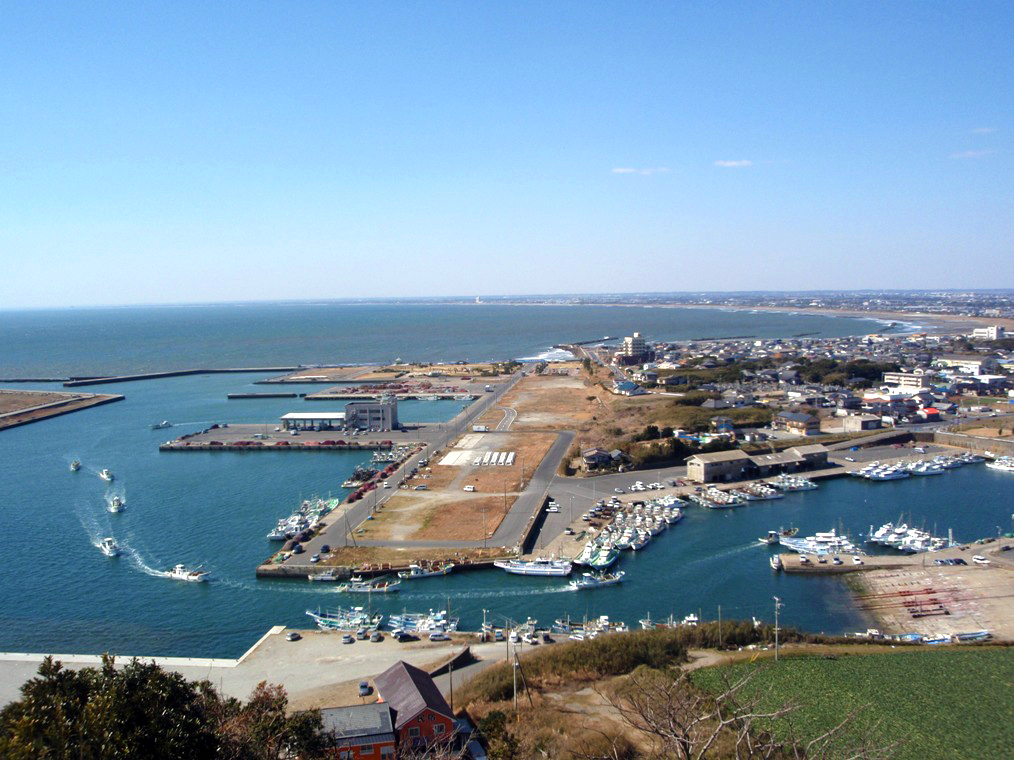
Puerto pesquero Iioka (飯岡漁港) en la ciudad de Asahi

Asahi (旭市 Asahi-shi?) es una ciudad localizada en Prefectura de Chiba, Japón. La ciudad fue fundada el 1 de julio de 1954.

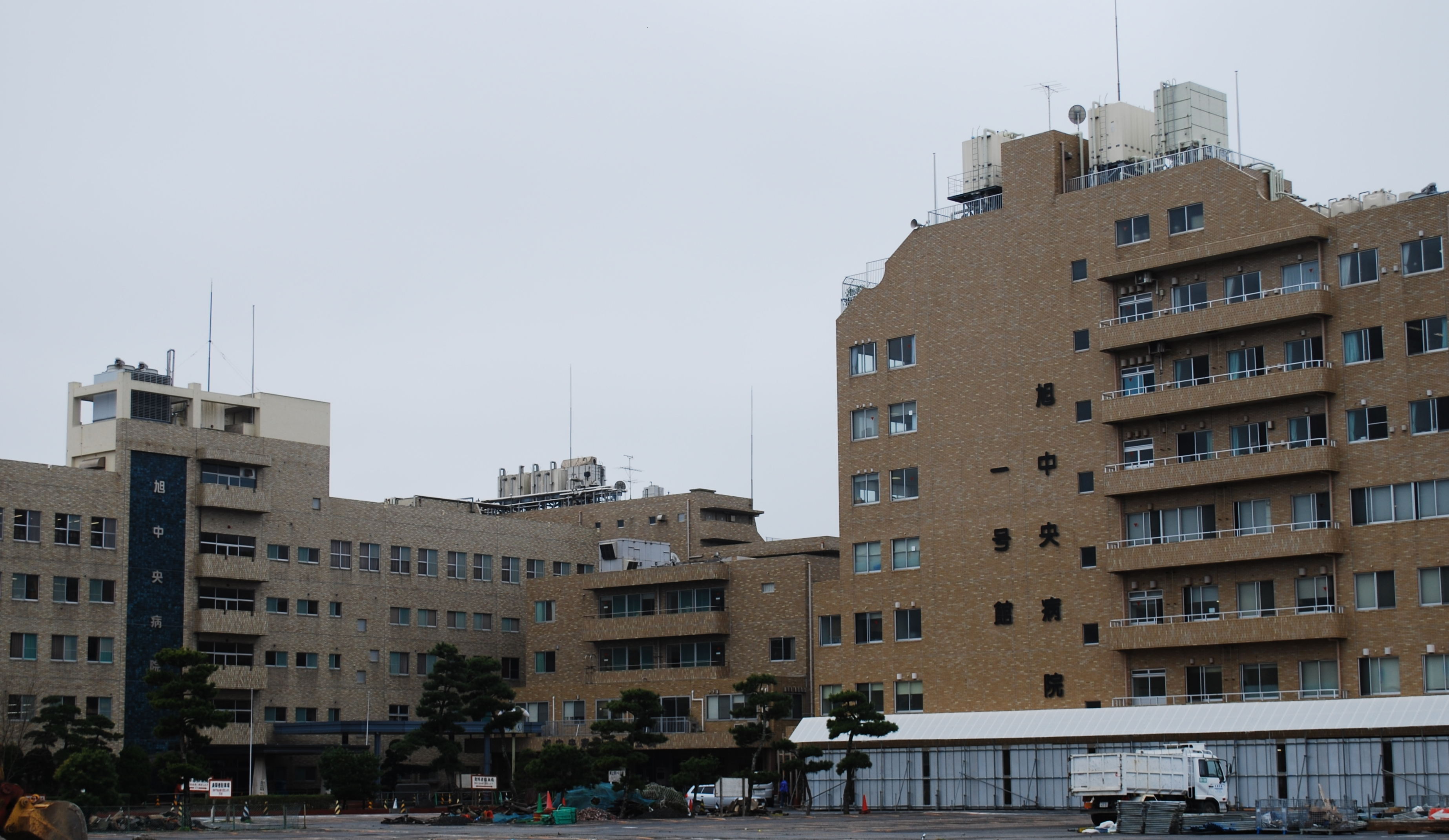
Hospital Central Nacional de Salud de Asahi (総合病院国保旭中央病院) en la ciudad de Asahi

Al 1 de diciembre de 2013, la ciudad tenía una población 67.715 habitantes y una densidad de población de 521 personas  por km². El área total del municipio es de 129,91 km².

## Facilidades
Es una ciudad portuaria ubicada a orillas del Océano Pacífico En verano hay afluencia de bañistas en su zona.

El Hospital Central Nacional de Salud de Asahi, es clave en  la medicina comunitaria en la región de la Prefectura de Chiba, y de las prefecturas vecinas.